# Dactylolabis (Coenolabis) aberrans aberrans
Dactylolabis (Coenolabis) aberrans aberrans is een ondersoort van de tweevleugelige Dactylolabis (Coenolabis) aberrans uit de familie steltmuggen (Limoniidae). De ondersoort komt voor in het Palearctisch gebied.